# T-Score
T-score - stosunek gęstości mineralnej kości (BMD) osoby badanej do średniej gęstości kości osoby młodej.
Innym wskaźnikiem określającym stopień zaawansowania osteoporozy jest Z-Score.

## Interpretacja
- zdrowa kość - T-score większy od -1,0 (gęstość kości większa od 833 mg/cm2)
- osteopenia - T-score między -1,0 a -2,5 (gęstość kości między 833 a 648 mg/cm2)
- osteoporoza - T-score mniejszy od -2,5 (gęstość kości poniżej 648 mg/cm2)

Przeczytaj ostrzeżenie dotyczące informacji medycznych i pokrewnych zamieszczonych w Wikipedii.